# 萨莉·康韦
萨莉·康韦（英語：Sally Conway，1987年2月1日—），英国女子柔道运动员。她曾代表英国参加2012年和2016年夏季奥林匹克运动会柔道比赛，其中2016年奥运会获得一枚铜牌。